# Samanta Schweblin
Samanta Schweblin (ur. 1978 w Buenos Aires) – argentyńska pisarka, autorka zbiorów opowiadań i powieści. Laureatka wielu nagród literackich. Trzykrotnie nominowana do nagrody Man Booker International Prize. Jej książki zostały przetłumaczone na ponad 20 języków, m.in. angielski, niemiecki, hiszpański, szwedzki, włoski, portugalski i serbski. Mieszka w Berlinie.
W 2002 roku Schweblin opublikowała swoją pierwszą książkę El núcleo del disturbio, za którą otrzymała nagrodę argentyńskiej organizacji Fondo Nacional de las Artes oraz zajęła pierwsze miejsce w konkursie im. Harolda Conti. W 2008 roku otrzymała nagrodę Casa de las Américas za zbiór opowiadań Pájaros en la boca. W 2015 roku opublikowała trzeci zbiór opowiadań Siete casas vacías. Nominowana do Man Booker International Prize za książki Bezpieczna odległość (2017), Pájaros en la boca (2019) oraz Kentuki (2020).
W 2010 roku czasopismo „Granta” uznało ją za jedną z najlepszych pisarek hiszpańskojęzycznych poniżej 35 roku życia.
Autorem polskich przekładów jej książek Bezpieczna odległość i Kentuki jest Tomasz Pindel.